# 塩地洋
塩地 洋（しおじ ひろみ、1955年2月28日 - ）は、日本の経済学者。京都大学大学院経済学研究科教授。専門は、日本経済論。

## 来歴
和歌山県出身。最終学歴は、京都大学大学院経済学研究科博士課程修了。京都大学大学院経済学研究科教授、京都大学大学院経済学研究科上海センター運営委員。所属学会は産業学会、経営史学会、自動車問題研究会、日本商業学会、日本経営学会。
趣味はダイビングである。

## 著作

### 単著
- 『自動車流通の国際比較――フランチャイズ・システムの再革新をめざして』（有斐閣, 2002年）

### 共著
- （T・D・キーリー）『自動車ディーラーの日米比較―「系列」を視座として』（九州大学出版会, 1994年）
- （孫飛舟・西川純平）『転換期の中国自動車流通』（蒼蒼社, 2007年）

### 編著
- 『東アジア優位産業の競争力――その要因と競争・分業構造』（ミネルヴァ書房, 2008年）

### 共編著
- （上山邦雄・産業学会自動車産業研究会）『国際再編と新たな始動――日本自動車産業の行方』（日刊自動車新聞社, 2005年）